# Ngày Quốc kỳ Ba Lan
Ngày Quốc kỳ Ba Lan (tiếng Ba Lan: Dzień Flagi Rzeczypospolitej Polskiej) là ngày lễ ở Ba Lan được giới thiệu bởi đạo luật được ban hành vào ngày 20 tháng 2 năm 2004. Ngày lễ được tổ chức vào ngày giữa hai ngày lễ quốc gia: 1 tháng 5 (được gọi là Ngày Quốc tế Lao động) và 3 tháng 5 (Ngày Hiến pháp 3 tháng 5)
Cùng ngày, Ngày Cộng đồng Ba Lan ở nước ngoài được tổ chức.
Ngày 2 tháng 5 không phải là một ngày lễ quốc gia, tuy nhiên nhiều người Ba Lan được nghỉ ngày này vì đó là ngày duy nhất trong lịch diễn ra giữa hai ngày lễ quốc gia.

## Thành lập ngày lễ
Vào ngày 15 tháng 10 năm 2003, dự luật của một thành viên (được viết bởi Edward Płonek ) đã được giới thiệu với Thống chế về việc sửa đổi Đạo luật về biểu tượng, màu sắc và quốc ca của Cộng hòa Ba Lan thành lập Ngày Quốc kỳ Ba Lan. Theo lời biện minh của luật giới thiệu về ngày lễ, việc lựa chọn ngày 2 tháng 5 không phải là ngẫu nhiên - đó là ngày mà người Ba Lan có một khoảnh khắc suy ngẫm về lịch sử Ba Lan, để điền vào ngày tự do giữa hai ngày lễ quốc gia, và nhấn mạnh lễ kỷ niệm Ngày của Polonia và người Ba Lan ở nước ngoài.
Trong quá trình làm việc lập pháp, Thượng viện Cộng hòa Ba Lan, trong Nghị quyết ngày 12 tháng 2 năm 2004, đã đề xuất sửa đổi như: thay thế Ngày Quốc kỳ Ba Lan bằng Ngày Đại bàng trắng, công nhận biểu tượng là người đứng đầu trong số các biểu tượng Cộng hòa Ba Lan. Cuối cùng, Sejm đã từ chối sửa đổi vào ngày 20 tháng 2 năm 2004, thành lập Ngày Quốc kỳ Cộng hòa Ba Lan. 

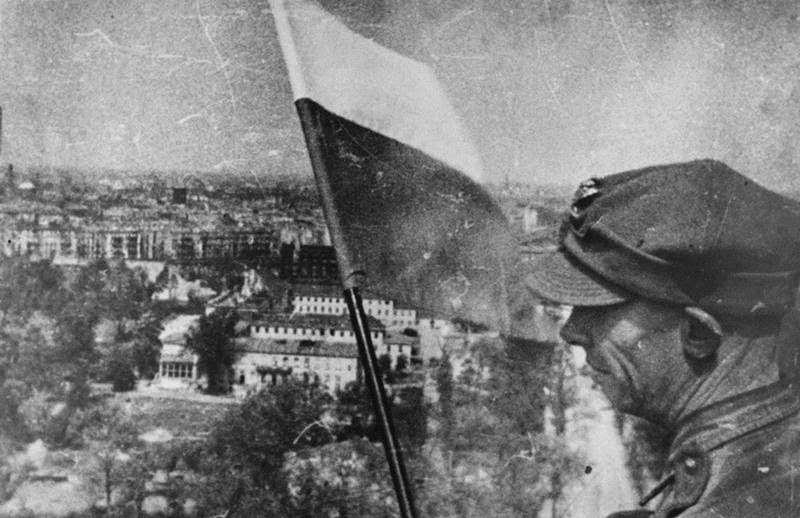
Cờ Ba Lan treo ở Berlin, Đức bị phá hủy ngày 2/5/1945.

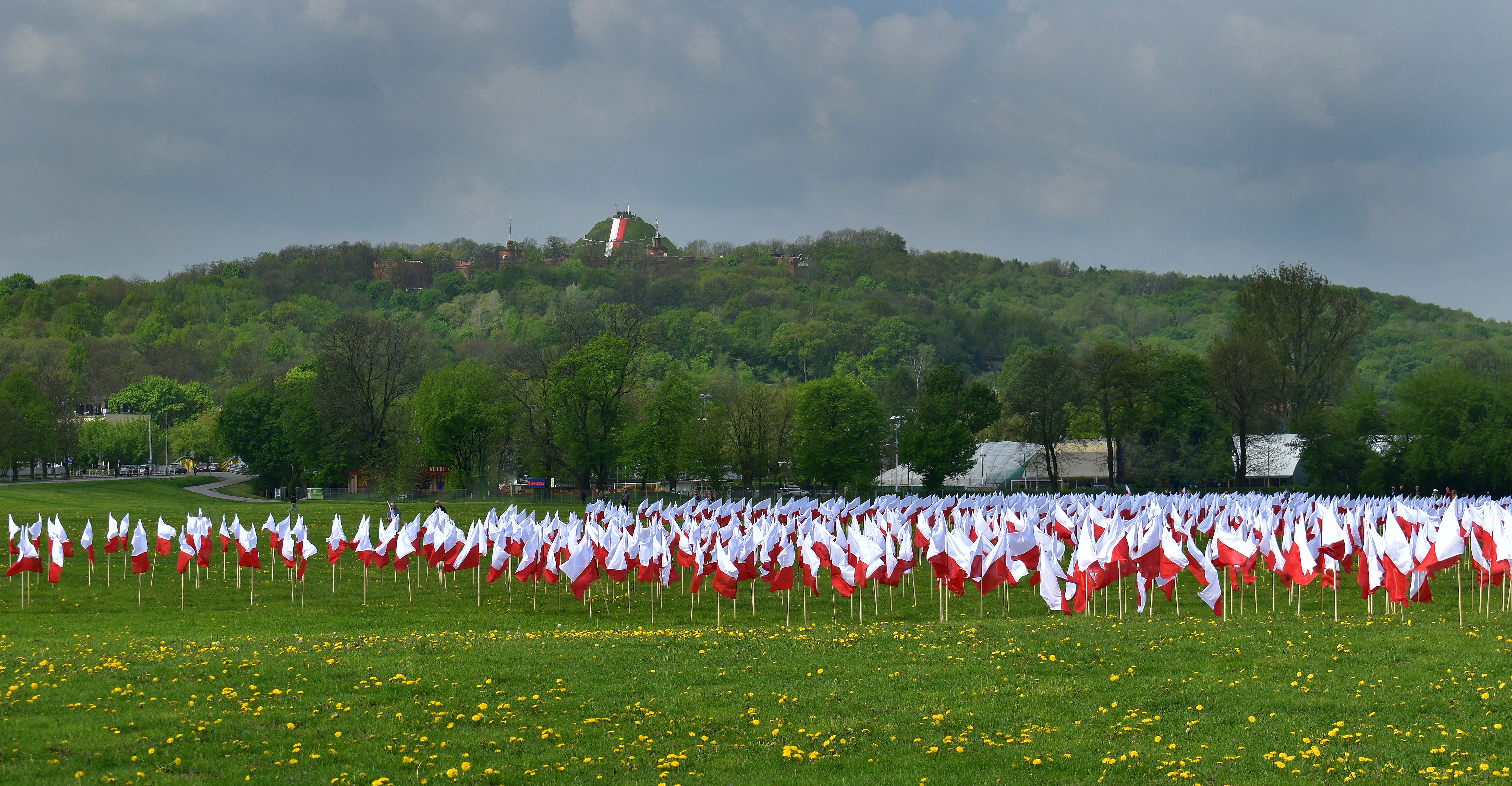
Ngày Quốc kỳ Ba Lan (2019),
Công viên Błonia và Gò Kościuszko, Krakow, Ba Lan.

### Lễ kỉ niệm
Nhiều loại hành động và biểu tình yêu nước được tổ chức vào ngày này. Ví dụ, vào ngày 2 tháng 5 năm 2009 tại Bytom, hơn 500 người đã tạo ra một lá cờ trắng và đỏ từ những chiếc ô được chuẩn bị trước đó và đồng thời giơ cao lên. Nó có lẽ là lá cờ lớn nhất được tạo ra ở Ba Lan nhân dịp Ngày Quốc kỳ.
Trong những năm gần đây, nó đã trở nên phổ biến để đeo lên một huy hiệu biểu tượng của quốc gia vào ngày đó. Phong tục này đã được phổ biến bởi Tổng thống Lech Kaczyński. Sau đó, nó đã được tiếp tục bởi Bronisław Komorowski, và bây giờ Andrzej Duda cũng đang duy trì phong tục này.

### Sự thật thú vị
Vào ngày 2 tháng 5 năm 1945, Quân đội Ba Lan đầu tiên chinh phục thủ đô của Đức Quốc xã đã treo một lá cờ trắng và đỏ trên Cột Chiến thắng Berlin - Siegessäule và trên Reichstag ở Berlin. Vào thời Cộng hòa Nhân dân Ba Lan, vào ngày này, các lá cờ nhà nước đã được gỡ bỏ sau lễ kỷ niệm 1 tháng 5, để những lá cờ không bị lộ vào ngày hôm sau - Ngày Hiến pháp 3 tháng 5  đã bị bãi bỏ bởi tổ chức cộng sản chức năng.

## Ngày quốc kỳ trên thế giới
Tương tự như Ba Lan, lễ kỷ niệm quốc kỳ cũng được tổ chức ở nhiều quốc gia khác, bao gồm Hoa Kỳ, México, Argentina, Phần Lan, Turkmenistan, Litva, Ukraine và Trung Quốc.

## Danh sách tài liệu tham khảo
1. ↑  "Polish National Flag Day".
2. ↑  "Edition number 2149 – orka.sejm.gov.pl" (PDF).
3. ↑  "Senate resolution of ngày 12 tháng 2 năm 2004". Uchwała Senatu RP z dnia 12 lutego 2004 r. w sprawie ustawy o zmianie ustawy o godle, barwach i hymnie Rzeczypospolitej Polskiej.
4. ↑  "National Flag Day". Educational website. Bản gốc lưu trữ ngày 27 tháng 12 năm 2011.
5. ↑  "National Flag Day". Fokus TV. ngày 28 tháng 4 năm 2017. Bản gốc lưu trữ ngày 27 tháng 8 năm 2017. Truy cập ngày 26 tháng 8 năm 2017.